# San Diego Buenavista, Yucatán
San Diego Buenavista är en ort i Mexiko.   Den ligger i kommunen Tekax och delstaten Yucatán, i den östra delen av landet, 1 000 km öster om huvudstaden Mexico City. San Diego Buenavista ligger 86 meter över havet och antalet invånare är 132.
Terrängen runt San Diego Buenavista är platt. Runt San Diego Buenavista är det glesbefolkat, med 17 invånare per kvadratkilometer. San Diego Buenavista är det största samhället i trakten. I omgivningarna runt San Diego Buenavista växer i huvudsak städsegrön lövskog.